# Castello di Monticelli
Il castello di Monticelli era un maniero medievale, che sorgeva probabilmente sul luogo della villa Mariotti-Micheli, in prossimità della chiesa di San Donnino, a Monticelli Terme, frazione di Montechiarugolo, in provincia di Parma.

## Storia
Il castello difensivo fu edificato originariamente entro il X secolo per volere della Diocesi di Parma, la cui investitura fu confermata ufficialmente nel 980 da parte dell'imperatore del Sacro Romano Impero Ottone II di Sassonia.
Intorno alla metà del XII secolo si impose sulla zona l'autorità del Comune di Parma. Nella prima metà del XIV secolo la città e il territorio da essa dipendente furono contesi da numerose famiglie: nel 1303 divenne signore di Parma Giberto III da Correggio, poi scacciato nel 1316; nel 1335 se ne impossessò il signore di Verona Mastino II della Scala, ma nel 1341 li riconquistò Azzo da Correggio, che, probabilmente nello stesso anno, ospitò per qualche tempo nel castello di Monticelli il poeta Francesco Petrarca. Nel 1344 Azzo alienò Parma al marchese di Ferrara Obizzo III d'Este, che a sua volta nel 1346 la rivendette al signore di Milano Luchino Visconti.
Nel 1402, dopo la morte di Gian Galeazzo Visconti, Ottobuono de' Terzi si impose in città, allontanandone i Rossi, che per reazione iniziarono a compiere una serie di scorrerie in tutto il Parmense; il borgo e il castello di Monticelli furono messi a ferro e fuoco nel 1403 e nel 1404. Nel 1406 il duca Giovanni Maria Visconti assegnò al condottiero Guido Torelli, alleato dei Terzi, il castello e il feudo di Montechiarugolo, comprendente anche il maniero di Monticelli.
L'ultima testimonianza dell'esistenza della fortificazione risale al 1482, quando, durante la guerra dei Rossi, Giacomo de' Rossi, dopo aver riconquistato il castello di Basilicanova, se ne impossessò per conto della repubblica di Venezia, fino al termine del conflitto; fu forse allora che il castello fu distrutto.
In seguito, sulle rovine fu edificata la villa Mariotti-Micheli, restaurata in stile neoclassico nel 1830; all'interno dell'edificio è conservato un disegno a carboncino del Petrarca, risalente secondo la tradizione al suo soggiorno nel castello.